# Vazja Tarchnisjvili
Vazja Tarchnisjvili (georgiska: ვაჟა თარხნიშვილი), född 25 augusti 1971 i Gori, är en georgisk före detta fotbollsspelare. Han spelade fram tills han avslutade karriären för den moldaviska fotbollsklubben FC Sheriff Tiraspol.  Han spelade även två landskamper för det georgiska fotbollslandslaget. Tachnisjvili avslutade sin aktiva karriär efter säsongen 2011/2012 och den 23 juni 2012 hölls en avskedsmatch för Tarchnisjvili.